# Winnertzia photophila
Winnertzia photophila är en tvåvingeart som beskrevs av Jaiswal 2005. Winnertzia photophila ingår i släktet Winnertzia och familjen gallmyggor. Inga underarter finns listade i Catalogue of Life.